# Truganini
Truganini ou Truganinny (en palawa kani : Trukanini) née vers 1812 et morte le 8 mai 1876, longtemps connue comme la « dernière des Aborigènes de Tasmanie ». Elle est également connue pour sa participation à la « Guerre noire ».

## Milieu familial et mariage
Truganini est née sur l'île Bruny. Son nom désigne aussi l’Atriplex cinerea. Avant qu'elle n'atteigne ses dix-huit ans, elle perd sa mère (tuée par des baleiniers), son premier fiancé (tué alors qu'il la défendait contre des ravisseurs), et ses deux sœurs, Lowhenunhue et Maggerleede, enlevées et emmenées sur l'île Kangourou pour y être vendues comme esclaves[réf. souhaitée]. Elle épouse par la suite Woorrady en 1829.

## Transfert à l'île Flinders

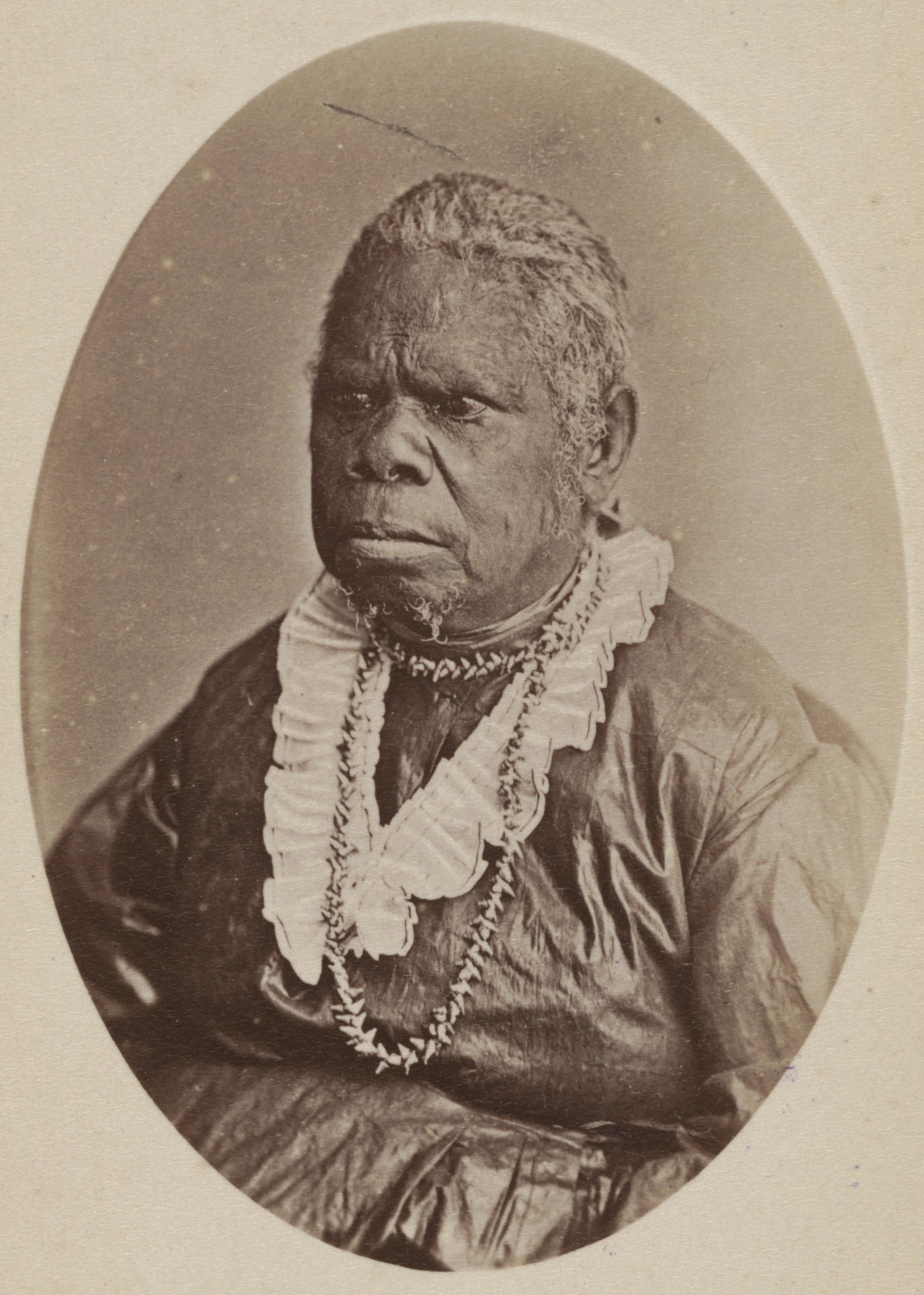
Photographie de Truganini par Henry Hall Baily

Lorsque le gouverneur Sir George Arthur, 1st Baronet (en) arrive en Tasmanie en 1824, il met en place des politiques visant à mettre fin aux conflits entre Aborigènes et colons blancs. La solution proposée par Arthur est la ségrégation raciale : il tente d'inciter les Aborigènes à s'installer dans des camps spécifiques, et récompense les colons qui y emmènent des Aborigènes. Cette politique est appliquée à l'île Bruny[réf. souhaitée].
Ainsi, en 1830, le « protecteur » des Aborigènes, George Augustus Robinson, fait déplacer Truganini et Woorrady sur l'île Flinders avec une centaine d'autres Aborigènes — considérés comme les derniers Aborigènes de Tasmanie encore en vie. Le but officiel est de les sauver en les isolant de la société blanche, mais beaucoup succombent à des maladies telles la grippe. L'opération de Georges Augustus Robinson s'avère désastreuse pour le peuple autochtone de Tasmanie.

## Séjour à Port Phillip
En 1839, Truganini fait partie des 16 aborigènes d'Australie qui aident Robinson à établir un camp à Port Phillip pour les Aborigènes du territoire métropolitain australien.

## Entrée en résistance et déportation dans l'île Flinders

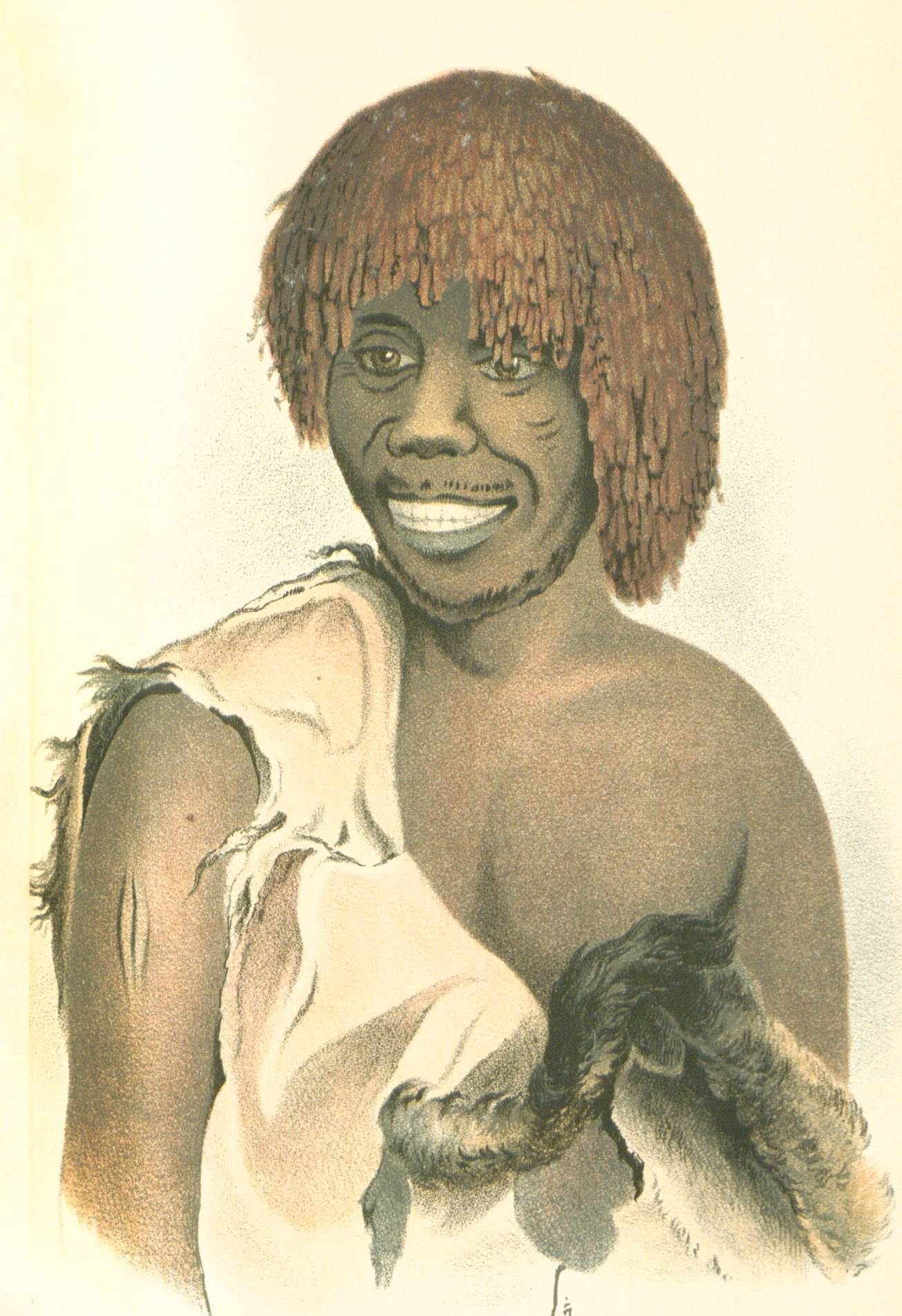
Tunnerminnerwait

Elle quitte le camp de Robinson en 1841 avec quatre autres aborigènes, parmi lesquels le Tasmanien Tunnerminnerwait, et participe à leur guérilla contre les colons. Ils mènent des raids au sud de Melbourne contre les Blancs, mettant le feu à des fermes, et tuant deux chasseurs de baleines. Poursuivis par les forces de l'ordre pendant huit semaines, ils sont finalement capturés et jugés.
Les deux hommes du groupe d'aborigènes, Tunnerminnerwait et Maulboyheenner le fils de Luggenemenener, sont condamnés à mort, en 1842 ; ce sont les premières personnes à être pendues par le gouvernement dans le district de Port Phillip. Les trois femmes, dont Truganini, sont déportées en juillet 1842 aux îles Flinders avec Woorday qui meurt en route.

## Transfert à Oyster Cove
En 1856, les Aborigènes tasmaniens survivants sont déplacés vers Oyster Cove, au sud de Hobart[réf. souhaitée].

## Décès et exposition du corps
En 1873, Truganini, dernière survivante de ce groupe, est emmenée à Hobart. Elle y meurt le 8 mai 1876 à l'âge de 64 ans. Sur son lit de mort, elle aurait dit au médecin qui l'assistait « Ne les laissez pas me couper en morceaux ». Elle craignait que son corps ne fût mutilé à des fins scientifiques perverses comme l'avait été celui de son dernier mari William Lanne (en). 
Après son enterrement, son corps est exhumé et son squelette suspendu dans une vitrine au Tasmanian Museum en 1904, où il reste jusqu'en 1947. Ce n'est qu'en 1976, pour le centenaire de sa mort, que malgré les objections du Tasmanian Museum — qui mettait en avant l'intérêt du patrimoine — son squelette est incinéré et ses cendres jetées à la mer dans le détroit d'Entrecasteaux près du lieu où elle naquit, selon ses dernières volontés. En 2002, un musée britannique qui avait conservé des prélèvements de ses cheveux et de sa peau rend ces restes à la Tasmanie.
En 1993, le groupe australien Midnight Oil lui a rend hommage dans l'album Earth and Sun and Moon avec la chanson homonyme : Truganini.